# Gastronomía de Nuevo León
La gastronomía neoleonesa son los alimentos, técnica culinarias y platos típicos de Nuevo León, en el noreste de México.
La cocina neoleonesa combina tres culturas culinarias: la católica española, la judía sefardí de los fundadores del estado y la de los indígenas tlaxcaltecas que llegaron del centro de la República. En menor medida, combina con algunos de los platillos del sureste estadounidense a raíz de la migración y la influencia culinaria del país vecino.

## Antojitos y platillos
- Carne asada
- Cabrito al pastor
- Machacado con huevo
- Discada
- Arrachera
- Chicharrón regio
- Semitas de Bustamante
- Carne zaraza
- Alambre de res
- Cortadillo norteño
- Tostada Siberia
- Cuajitos
- Enseco de maíz
- Asado de puerco
- Tortilla de harina
- Machitos
- Frijoles con veneno
- Empalmes

## Postres y dulces
- Jamoncillo
- Dulce de leche
- Dulce de frijol
- Glorias de Linares
- Hojarascas
- Jalea de manzana
- Mermelada de Granjeno
- Miel de Mezquite
- Capirotada (temporada)
- Dulce de Calabaza
- Cáscara de Naranja cristalizada

## Bebidas
- Aguas de limón, tamarindo, horchata, etc.
- Topo Chico